# Clidemia atrata
Clidemia atrata är en tvåhjärtbladig växtart som beskrevs av Antoine Frédéric Spring. Clidemia atrata ingår i släktet Clidemia och familjen Melastomataceae. Inga underarter finns listade i Catalogue of Life.